# Almirante Siniavin
El Almirante Siniavin (en ruso: Адмирал Сенявин, romanizado: Admiral Seniavin), fue un buque de defensa costera de la Clase Almirante Ushakov construido para la Armada Imperial Rusa durante la década de 1890. Fue bautizado en honor del almirante ruso Dimitri Nicoláyevich Siniavin.
Fue uno de los ocho acorazados rusos pre-dreadnought capturados por la Armada Imperial Japonesa durante la Guerra Ruso-Japonesa de 1904-1905. En concreto el Almirante Siniavin junto con el General-Almirante Apraksin fue de los pocos barcos apenas dañado para el 28 de mayo de 1905, pero al estar rodeados por las fuerzas japonesas, Nebogatov, comandante del 3.er Escuadrón del Pacífico y por tanto del remanente ruso, permitió la captura de los buques como trofeo de guerra para los japoneses. Posteriormente sirvió en la Armada japonesa bajo el nombre de Mishima (見島) hasta que fue hundido como blanco naval en 1936.